# ISO 3166-2:IL
ISO 3166-2:IL is een ISO-standaard met betrekking tot de zogenaamde geocodes. Het is een subset van de ISO 3166-2 tabel, die specifiek betrekking heeft op Israël.
De gegevens werden tot op 26 november 2018 geüpdatet op het ISO Online Browsing Platform (OBP). Hier worden 6 districten - district (en) / district (fr) / meẖoz (he) – gedefinieerd.
Volgens de eerste set, ISO 3166-1, staat IL voor Israël, het tweede gedeelte is een één- of tweeletterige code.

## Codes
| Code  | Naam Hebreeuws | Locale variante Hebreeuws | Naam Arabisch | Locale variante Arabisch |
| ----- | -------------- | ------------------------- | ------------- | ------------------------ |
| IL-D  | Al Janūbī      | Southern                  | HaDarom       | El Janūbī                |
| IL-M  | HaMerkaz       | Central                   | Al Awsaţ      | El Awsaṭ                 |
| IL-Z  | HaTsafon       | Northern                  | Ash Shamālī   | Esh Shamālī              |
| IL-HA | H̱efa           | Haifa                     | Ḩayfā         | Ḥeifa                    |
| IL-TA | Tel Aviv       |                           | Tall Abīb     | Tell Abīb                |
| IL-JM | Yerushalayim   | Jerusalem                 | Al Quds       | El Quds                  |